# Санта-Джустина
Это статья об итальянской коммуне, статья о базилике Санта-Джустина в Падуе находится здесь

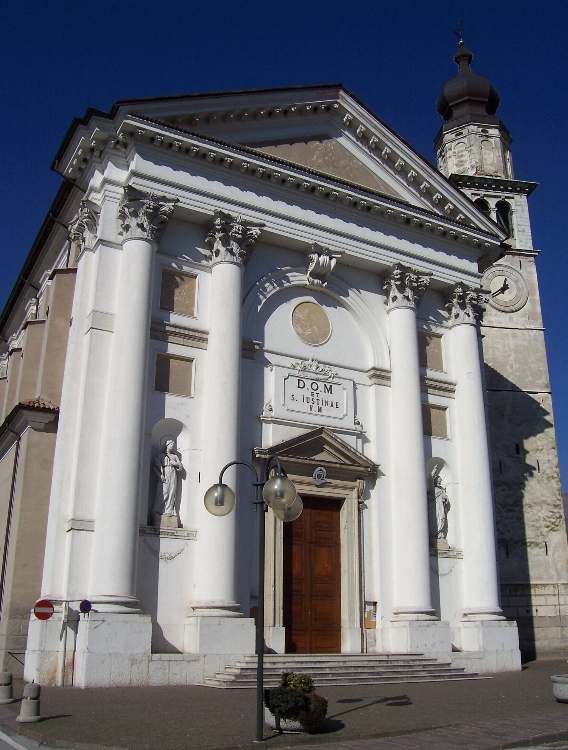
Фасад храма святой Иустины

Санта-Джустина (итал. Santa Giustina) — коммуна в Италии, располагается в провинции Беллуно области Венето.
Население составляет 6800 человек (2008 г.), плотность населения составляет 174 чел./км². Занимает площадь 36 км². Почтовый индекс — 32035. Телефонный код — 0437.
Покровительницей коммуны почитается святая Иустина Падуанская, празднование 7 октября.

## Демография
Динамика населения:

## Города-побратимы
- Сан-Валентин, Бразилия

## Администрация коммуны
- Официальный сайт: http://www.comune.santagiustina.bl.it